# Aviodome

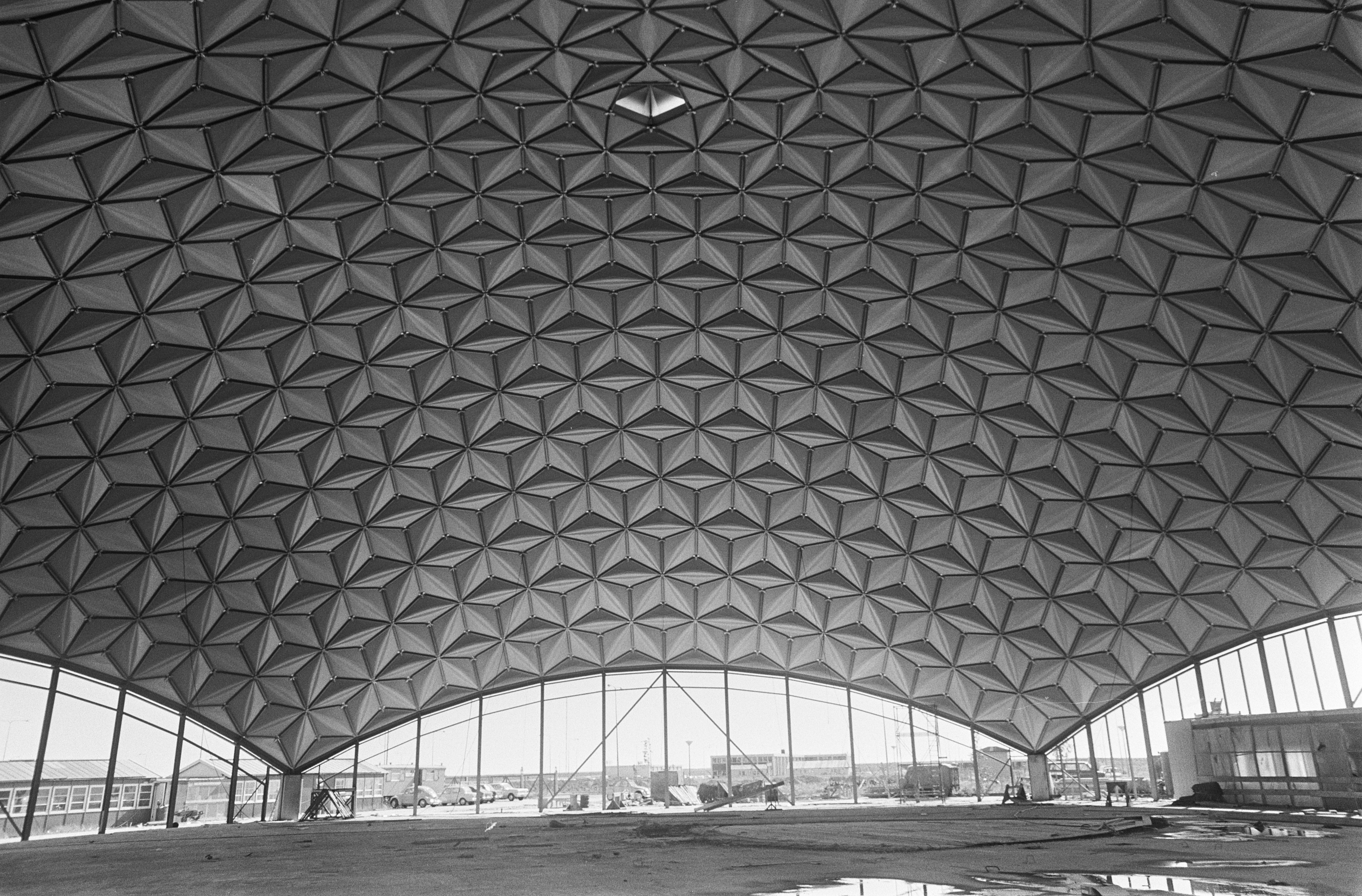
Aviodome op Schiphol in opbouw, de binnenzijde van het dak; 26 juni 1969.

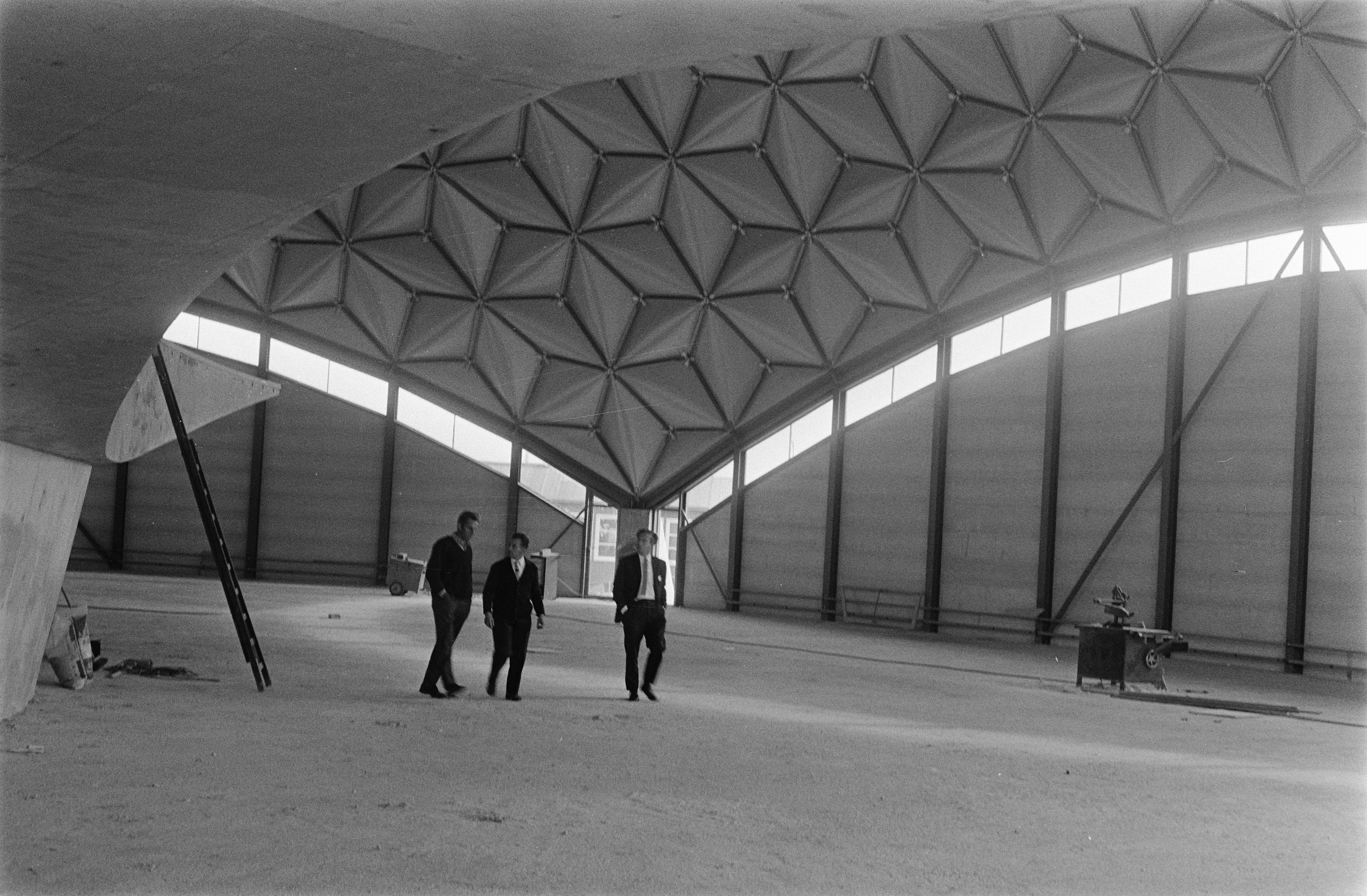
Interieur van het Aviodome; 1 oktober 1969.

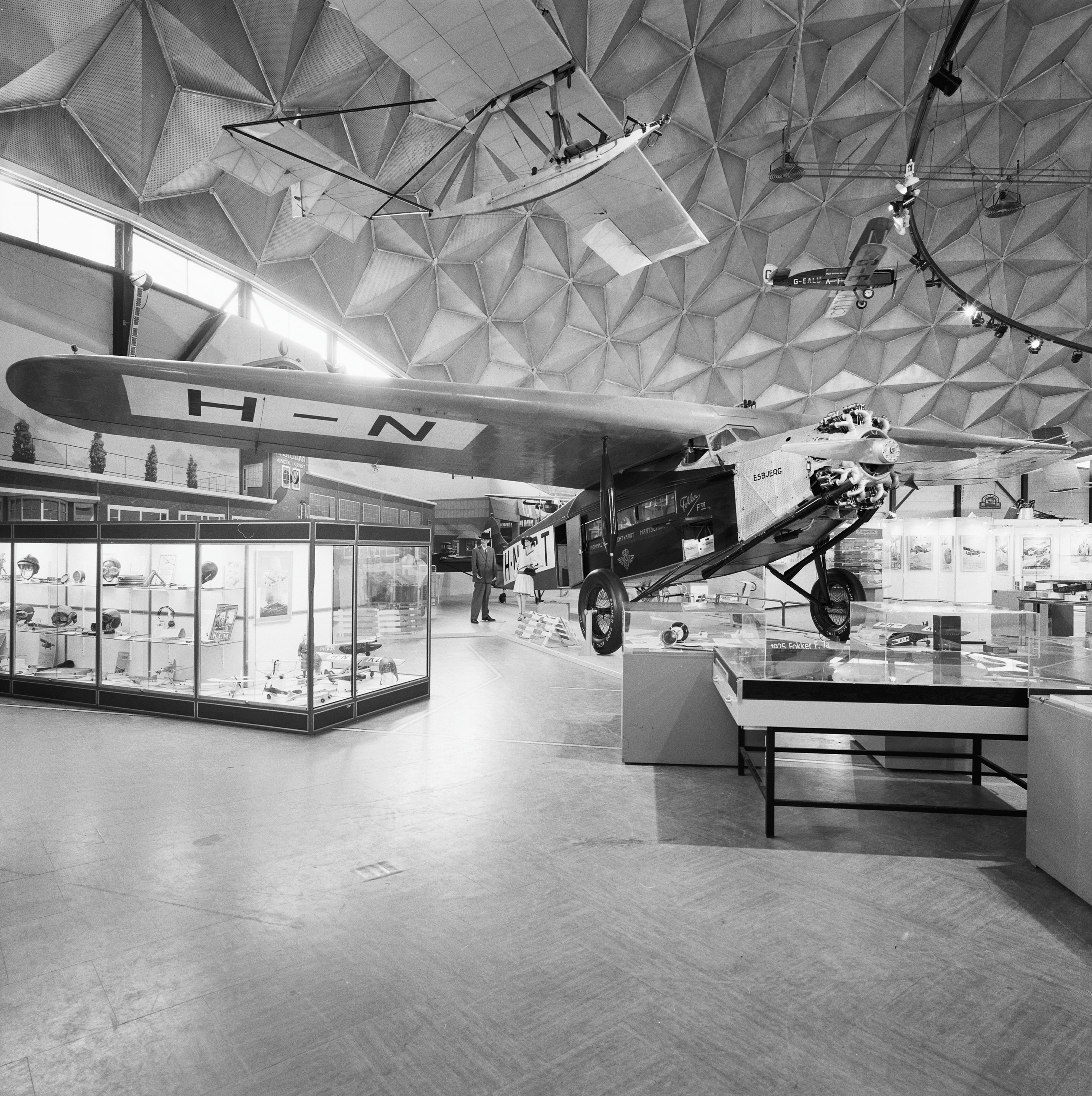
Aviodome Schiphol met geëxposeerde vliegtuigen; februari 1967.

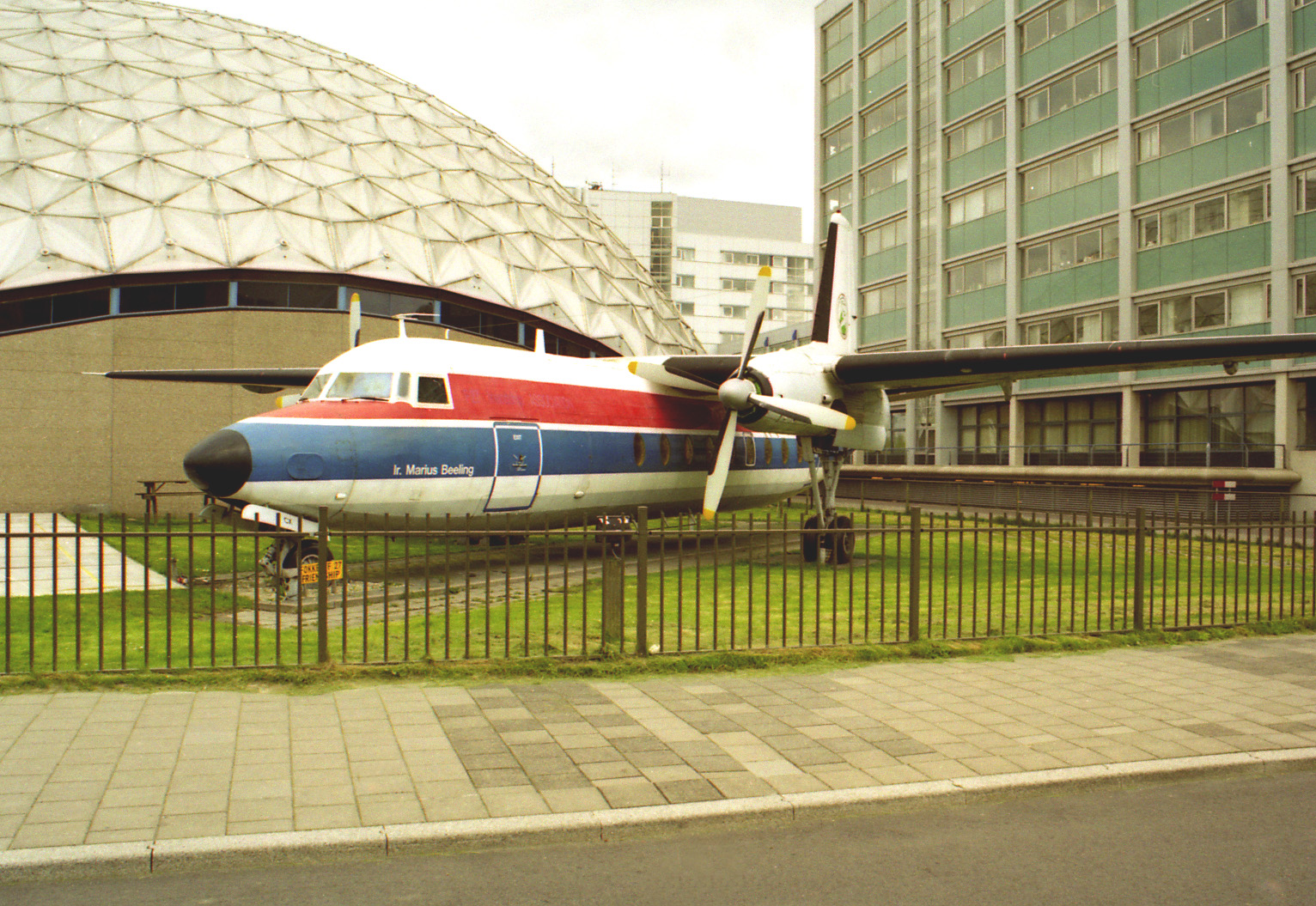
Fokker F27 Friendship opgesteld naast het Aviodome Schiphol; april 2001.

Luchtvaartmuseum Aviodome was van 1971 tot 2003 het Nederlandse museum voor lucht- en ruimtevaart, gehuisvest op Schiphol.

## Geschiedenis
In 1955 richtten diverse organisaties, waaronder luchtvaartmaatschappij KLM en vliegtuigfabriek Fokker, de "Stichting voor het Nationaal Luchtvaartmuseum" op met als doel het vestigen van een nationaal luchtvaartmuseum in Nederland.
In 1960 werd dit doel voorlopig bereikt met de opening van het Aeroplanorama op Luchthaven Schiphol. Dit museum had slechts zeven vliegtuigen in de collectie en sloot in 1967 de deuren omdat de groeiende collectie niet langer in de museumruimte paste.

### Aviodome
In 1971 werd onder de naam Aviodome een nieuw luchtvaartmuseum op Schiphol geopend. Het hoofdgebouw was een geodetische koepel van aluminium en was ontworpen door de Amerikaan Buckminster Fuller. Het was destijds de eerste geodetische koepel in Europa en de grootste geodetische koepel ter wereld. Het grootste gedeelte van de vliegtuigen in de collectie was hierin te bezichtigen.
De geodetische koepel geldt als de sterkst mogelijke, ruimtelijke constructievorm. Hoe groter je de bol maakt, hoe sterker die wordt. De grote kracht van de koepel is dat die tegelijkertijd licht van gewicht is én zelfdragend. Er zijn dus geen pilaren op steunen nodig in de koepel. De grote doorbraak van Buckminster Fuller volgde tijdens de Wereldexpo van Montreal in 1967, waar hij zijn concept presenteerde. Daarna werden tienduizenden van zulke koepels gebouwd over de hele wereld.
In 1966 besloten KLM en Fokker ter gelegenheid van hun 50-jarig jubileum gezamenlijk het gebouw op Schiphol-Centrum op te richten en deze over te dragen aan de Stichting voor het Nationaal Luchtvaart Museum.
Architect E.A. Riphagen koos voor een futuristische koepel als blikvanger. In 1971 had Nederland de primeur en werd de dome gebouwd, de eerste geodetische koepel van Europa. Lange tijd was de Amsterdome de grootste aluminium koepel ter wereld.
De hele constructie werd gemaakt in de Verenigde Staten en daarna verscheept naar Amsterdam. De meer dan 1.100 ruitvormige aluminium platen werden daar een voor een in elkaar gezet. De koepel heeft een hoogte van 24 meter en een spanwijdte van maar liefst 60 meter. In 1971 opende het museum zijn deuren. Met de bouw was zo'n 3,8 miljoen gulden gemoeid, voornamelijk bekostigd door KLM, Fokker en de Nederlandse overheid.
De collectie van de Aviodome bleef groeien, waardoor na verloop van tijd de koepel op Schiphol te klein werd. Ook had de luchthaven de grond nodig voor een andere bestemming. In 2003 verhuisde het museum daarom naar Lelystad Airport, waarbij de naam werd gewijzigd in Aviodrome. Het gebouw stond hierna leeg. Sloop dreigde, tot zich op het laatste moment een koper aandiende. Daarmee werd het iconische gebouw gered. In 2004 werd de koepel gedemonteerd. De onderdelen werden opgeslagen in 29 zeecontainers.

### Aviodrome
De collectie van de Aviodome bleef groeien, waardoor na verloop van tijd ook de koepel op Schiphol te klein werd. Ook had de luchthaven de grond nodig voor een andere bestemming. In 2003 verhuisde het museum daarom naar Lelystad Airport, waarbij de naam werd gewijzigd in Aviodrome.

### Amsterdome en Circa
In 2018 werd de koepel weer in elkaar gezet op een nieuwe locatie aan de Basisweg, bij de Seineweg in Amsterdam-Westpoort. Het gebouw biedt sinds november 2018 onder de naam Amsterdome onderdak aan een congrescentrum, met plek voor 2.500 bezoekers. Voor de herbouw en inrichting werd op grote schaal gebruikgemaakt van gerecyclede materialen. In april 2023 werd het congrescentrum heropend als Circa Amsterdam.